# Narjot II de Toucy
Pour l’article homonyme, voir Narjot de Toucy.
Narjot II de Toucy (né vers 1135 - † en 1192) est seigneur de Toucy à la fin du XIIe siècle. Il est le fils d'Ithier III de Toucy, seigneur de Toucy, et de son épouse Élisabeth de Joigny.

## Biographie
Il devient seigneur de Toucy, de Bazarnes, de Saint-Fargeau et de Puisaye vers 1147 lors du décès de son père Ithier III de Toucy durant la deuxième croisade. Toutefois, étant encore trop jeune, la seigneurie est probablement administrée par sa mère Élisabeth de Joigny.
Vers 1158, avec ses beaux-frères Guillaume de Dampierre et Gibaud de Saint-Verain, il entre en guerre contre le comte de Nevers Guillaume III de Nevers.
Vers 1170, il jette bas le précédent château de Toucy construit par l'évêque d'Auxerre Humbaud afin d'en élever un autre en pierre selon une architecture militaire. Il est pour cela aidé par son cousin Guillaume de Toucy, évêque d'Auxerre, à la condition que le château lui soit jurable et défendable. À la même époque sont entreprises les fortifications, qui au début du XIIIe siècle, entourent complètement la ville.
Fin juillet 1190, il fait partie des chevaliers bourguignons qui partent de Vezelay pour la troisième croisade en compagnie du roi Philippe-Auguste et du duc Hugues III de Bourgogne. Puis en 1191, au siège de Saint-Jean-d'Acre, il est cité comme témoin sur le testament de Guy de Pierre-Perthuis sur le point de mourir. Il meurt peu de temps après, en 1192, alors qu'il était resté à Acre auprès du duc de Bourgogne.

## Mariage et enfants
Vers 1170, il épouse Agnès de Montréal, fille d'Anséric III de Montréal, seigneur de Montréal, et de son épouse Adélaïde de Pleurs, dont il a sept enfants :
- Ithier IV de Toucy, qui succède à son père ;
- Jean de Toucy, probablement mort jeune sans union ni descendance ;
- Anséric de Toucy, seigneur de Bazarnes. Vicomte d'Auxerre en 1201. Il devient également seigneur de Huban par mariage avec une dame de Huban. Veuf, il devient seigneur de Pierre-Perthuis par mariage avec Guillemette de Pierre-Perthuis, fille et héritière de Guy, seigneur de Pierre-Perthuis, et de son épouse Agnès. Guillemette de Pierre-Perthuis épouse par la suite en deuxièmes noces Thibaut de Plancy, seigneur de Saint-Vinnemer ;
- Narjot (III) de Toucy, seigneur de Bazarnes et l'un des régents de l'empire latin de Constantinople ;
- Mathilde de Toucy, abbesse de Saint-Julien d'Auxerre[1] ;
- Héloïse de Toucy, qui épouse Pons de Mont-Saint-Jean, seigneur de Charny et de Châtel-Censoir, dont elle n'a probablement pas d'enfant ;
- Constance de Toucy, qui épouse Robert de Courtenay-Champignelles, d'où descendance.

Les anciennes généalogies de cette famille donnent pour épouse de Narjot II de Toucy une certaine Agnès de Dampierre, fille de Guy Ier de Dampierre et d'Helvide de Baudément, mais il s'agit certainement d'une erreur. Le lien de parenté entre Narjot II de Toucy et Guy de Dampierre, qui s'appellent consobrinus (cousin), peut être expliqué autrement. En effet, la mère de Guy de Dampierre est Ermengarde de Toucy, sœur de Narjot II de Toucy.

## Source
- Ernest Petit, Histoire des ducs de Bourgogne de la race capétienne, 1889.